# Regenerace
Regenerace označuje nejen proces opravy poškozených tkání, ale i nahrazení ztracených tkání, orgánů nebo končetin. U rostlin zprostředkovávají obnovu meristémy (dělivá pletiva), u živočichů buňky, které mají dělivou schopnost.

## Druhy regenerace
Je možné rozlišovat fyziologickou a reparativní regeneraci. První termín označuje běžnou obnovu tkání jejich dělením, druhý znamená nahrazení ztracených částí těla.

### Fyziologická regenerace
O regeneraci mluvíme za prvé všeobecně ve smyslu procesu obnovy těl organismů. Regenerace probíhá v našem těle v uzavřeném kruhu až do vypotřebování veškerých stavebních materiálů nebo do smrti. Jedná se o nahrazování odumřelých nebo opotřebovaných tkání novými.
Rychlost regenerace přímo závisí na zdraví jedince, dostupnosti potravy a nápojů, fyzické a psychické zdatnosti a možnosti odpočinku. Regenerace organismu po zranění nebo nemoci je rychlejší, pokud tělo dostává zvýšený počet vitamínů a živin pro obnovu všech tělesných funkcí. Je obvyklá zvýšená únava, malátnost a někdy i chudokrevnost či špatná regulace tělesné teploty.

### Reparativní regenerace

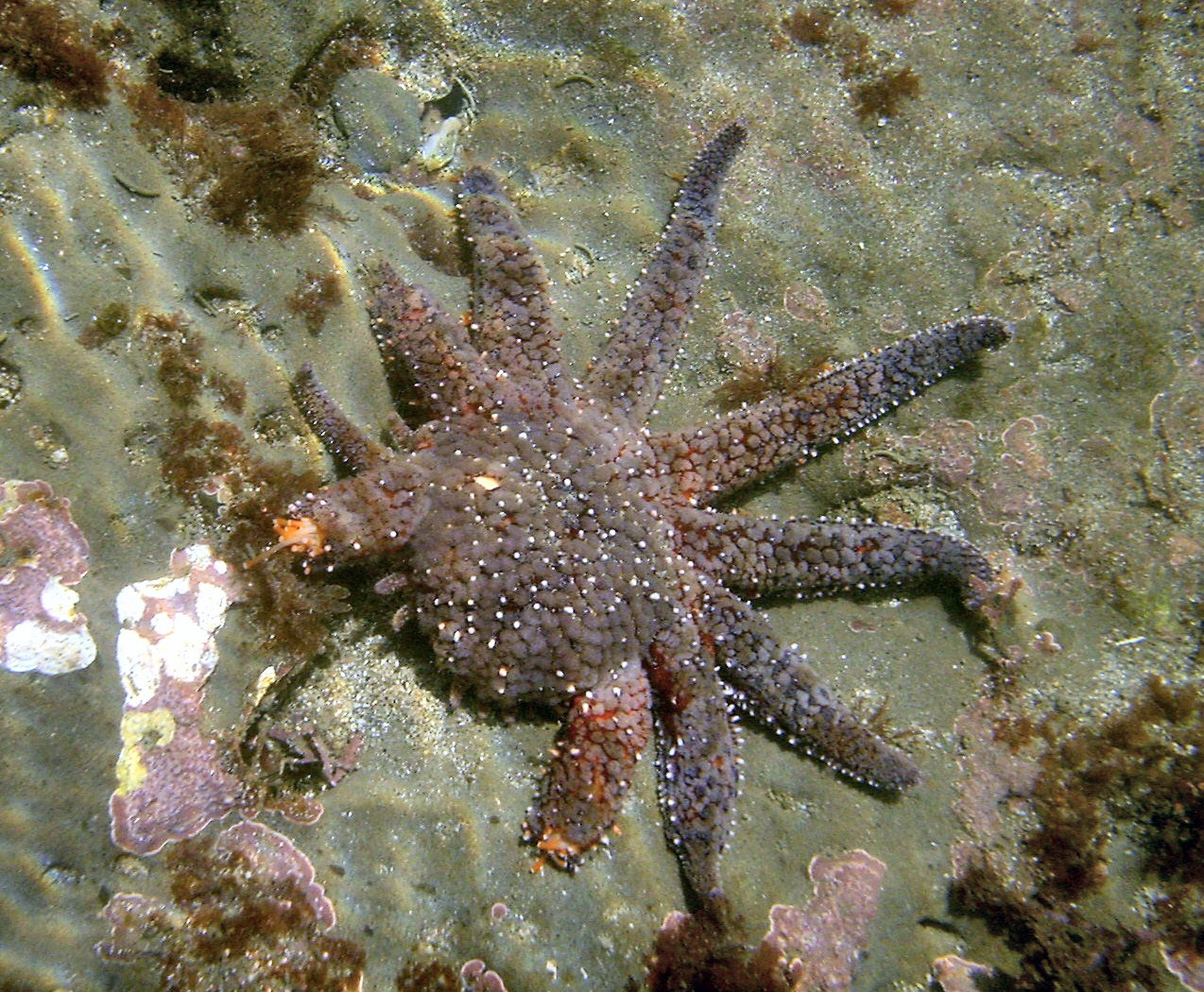
Mořská hvězdice regenerující své končetiny

Kromě obecného označení hojivého procesu je tento výraz používán pro specifické metody hojení umožňující, aby znovu narostla ztracená končetina nebo se znovu propojila nervová vlákna, a podobně. Regenerace se vyskytuje u většiny, ne-li u všech obratlovců v embryonálním stádiu a u některých dospělých zvířat jako například mloků. Savci mají omezené regenerační schopnosti, ne tak působivé jako mloci. V typickém případě je tento typ regenerace nasazen po autotomii končetin.
Regenerace ztracené končetiny postupuje ve dvou krocích: nejprve se dospělé buňky dediferencují na kmenové buňky a poté se vyvinou v tkáně podobným způsobem jako při růstu embrya. Některá zvířata si v těle udržují skupiny nediferencovaných (kmenových) buněk, které se přesunují do míst potřebujících hojení.

### Patologická regenerace
Rostlina zaceluje rány způsobené odejmutím orgánů a poraněním tzv. patologickou regenerací, při níž se tvoří hojivé (závalové) pletivo neboli kalus.

## Regenerace u člověka
Lidská žebra se mohou regenerovat, pokud zůstala v pořádku perichondriální membrána, která je obaluje. Ve vědecké literatuře byl zaznamenán případ, kdy po odstranění části žebra během 1-2 měsíců dorostlo 8 cm kostní tkáně a 1 cm chrupavky. Proto se používají jako zdroj kostí v rekonstrukční chirurgii. Příkladem schopnosti regenerovat lidskou tkáň jsou také špičky prstů a ušní bubínek.

## V literatuře
Ve fantasy, sci-fi a horroru se často vyskytuje rozšířená regenerace lidí nebo lidem podobných tvorů. Tato regenerace často umožňuje úplné zahojení libovolných zranění (pokud je zraněný přežije) a bývá velmi rychlá, často probíhá přímo „před očima“.
- Upíři a vlkodlaci mají tuto schopnost díky své přirozené magii.
- Regenerací se projevuje nesmrtelnost nesmrtelných z Highlandera.
- V komiksu i filmech X-Men jsou mutanti, kteří mají takovou schopnost – například Wolverine. Ve fantasy či sci-fi se pro nadlidskou regenerační schopnost vžil, právě podle Wolverina, název "regenerativní faktor" (regenerative healing factor).
- V mnoha sci-fi se vyskytují zařízení schopné „regenerovat“ člověka, tedy vyvolat u něj rozšířenou regeneraci. V seriálu Stargate se nazývá sarkofág a je schopné uzdravit člověka i pokud je už klinicky mrtvý.

## Zvláštní druhy regenerace
- Morfalaxe je regenerace tkáně různých organismů v důsledku ztráty nebo odumření stávající tkáně, například u nezmara
- Epimorfóza je regenerace části organismu růstem tkáně na řezném povrchu, vyznačuje se velkou buněčnou diferenciací